# 천명 (질병)
천명(喘鳴, stridor, 라틴어로 "삐걱거리거나 삐걱거리는 소리"를 의미) 또는 천음(喘音)은 후두 또는 기관지 하부의 난류로 인해 발생하는 고음의 흉곽외 호흡음이다. 인두에서 발생하는 소음인 흉음(stertor)과는 다르다.
천명은 기도가 좁아지거나 막혀 발생하는 신체적 징후이다. 흡기음, 호기음 또는 이상음일 수 있지만 일반적으로 흡기 중에 들린다. 흡기성 천명음은 크룹이 있는 소아에게서 흔히 발생한다. 이는 후두개염, 기도에 이물질이 있거나 후두 종양과 같은 심각한 상태로 인한 심각한 기도 폐쇄를 나타낼 수 있다. 천명은 원인을 규명하기 위해 항상 주의를 기울여야 한다. 기도를 제어할 수 있는 장비를 갖춘 의료 전문가의 기도 시각화가 필요할 수 있다.